# Ґолускі
Ґолускі (пол. Gołuski, нім. Kahlfelde) — село в Польщі, у гміні Допево Познанського повіту Великопольського воєводства.
Населення — 336 осіб (2011).
У 1975-1998 роках село належало до Познанського воєводства.

## Демографія
Демографічна структура станом на 31 березня 2011 року:
|          | Загалом | Допрацездатний вік | Працездатний вік | Постпрацездатний вік |
| -------- | ------- | ------------------ | ---------------- | -------------------- |
| Чоловіки | 161     | 40                 | 112              | 9                    |
| Жінки    | 175     | 44                 | 110              | 21                   |
| Разом    | 336     | 84                 | 222              | 30                   |